# Enemy Territory
Enemy Territory (br: Território Inimigo)  é um filme de 1987. Estrelado por Gary Frank e Ray Parker Jr.

## Sinopse
Vendedor de seguros cai inesperadamente numa armadilha quando vai visitar um antigo prédio de apartamentos. Lá está à sua espera uma gangue brutal denominada "The Vampires" (os vampiros).

## Elenco
- Gary Frank como Barry
- Ray Parker Jr. como Will
- Jan-Michael Vincent como Parker
- Frances Foster como Elva Briggs
- Tony Todd como The Count
- Stacey Dash como Toni Briggs
- Deon Richmond como Chet
- Tiger Haynes como Barton
- Charles Randall como Beckhorne
- Peter Wise como Haj
- Robert Lee Rush como Psycho
- Lynnie Godfrey como Althea